# Ernest Arthur Gardner
Pour les articles homonymes, voir Gardner.
Ernest Arthur Gardner (Londres, 16 mars 1862 - Maidenhead, 27 novembre 1939) est un archéologue, helléniste et égyptologue britannique.

## Biographie
Frère de Percy Gardner, il fait ses études à Londres et à Cambridge. Professeur d'archéologie à l'University College de Londres (1887-1895), il est l'assistant de Flinders Petrie dans les fouilles de Naucratis (1885-1886).
Directeur de la British School of Archaeology d'Athènes (1887-1895), il aide Flinders Petrie à établir les liens entre l'Égypte et la Grèce (1891) et lui permet d'effectuer la première datation croisée (cross dating) de l'histoire de l'archéologie.

## Travaux
- Introduction to Greek Epigraphy, 1887
- Ancient Athens, 1902
- Handbook of Greek Sculpture, 1905
- Six Greek Sculptors, 1910
- Poet and Artist in Greece, 1933